# کزاویاسپاس
کزاویاسپاس (به انگلیسی: Kazaviaspas) یک شرکت هواپیمایی با کد یاتا ZS است که در تاریخ ۲۰۰۳ میلادی تأسیس شده است.
دفتر مرکزی کزاویاسپاس در شهر آلماتی کشور قزاقستان واقع شده‌است و قطب این شرکت هواپیمایی در فرودگاه بین‌المللی آلماآتی قرار دارد.